# 大台町立川添小学校
大台町立川添小学校（おおだいちょうりつ かわぞえしょうがっこう）は、三重県多気郡大台町大字上楠にある公立小学校。毎年夏休み期間中に「平和学習」を行っている。

## 沿革
- 1956年（昭和31年）9月30日 - 多気郡川添村が同郡三瀬谷町と合併、町制施行したのに伴い、大台町立川添小学校と改称。

## 通学区域
卒業生は基本的に大台町立大台中学校へ進学する。

## 周辺
- 川添郵便局
- 国道42号
- 宮川

## アクセス
- JR紀勢本線 川添駅から北へ100m
- 三重交通54系統 川添にて下車